# Matteo Messina Denaro
Matteo Messina Denaro (Castelvetrano, 26 d'abril de 1962 - L'Aquila, 25 de setembre de 2023) va ser un mafiós italià, membre de la Cosa Nostra, que va ser detingut el 16 de gener de 2023, després de trenta anys d'estar en cerca i captura pels crims en què va participar.
Matteo Messina Denaro era fill de Francesco Messina Denaro, que va ser cap de la màfia de Castelvetrano i va morir el 1998 a causa d'un infart. Del seu pare va aprendre els secrets de la màfia i amb el temps va passar de controlar la màfia local de Castelvetrano a ser un padrí de la màfia i el criminal més buscat d'Itàlia i Europa. Messina Denaro va estar fugit de la justícia durant trenta anys i sobre ell pesaven diverses condemnes a cadena perpètua i altres sentències per diversos atemptats; entre d'altres, va ser considerat instigador dels atemptats amb bomba que van acabar amb la vida dels jutges antimàfia Paolo Borsellino i Giovanni Falcone i de les persones mortes en quests atemptats (l'esposa de Falcone i els guardes de seguretat que els acompanyaven).
Segons van informar els Carabinieri, Messina Denaro va ser detingut el 16 de gener de 2023 en arribar a una clínica privada de Palerm on rebia tractament de quimioteràpia registrat amb el nom fals d'Andrea Bonafede. En el moment de la seva detenció no va oposar resistència i quan un policia va preguntar-li el seu nom, no el va ocultar i va dir «el meu nom és Matteo Messina Denaro». Després de la seva detenció, va ser traslladat a una presó de màxima seguretat.
Tot i que Messina Denaro vivia ocult a Sicília, sembla que en alguna ocasió hauria viatjat a Barcelona per ser operat de la retina en una «coneguda clínica oftalmològica». Informacions obtingudes per la policia d'estat i els carabinieri sobre el seu estat de salut deteriorat van ser claus en la investigació que va dur a la seva detenció.
Mattaeo Messina Denaro va morir el 25 de setembre de 2023 a la unitat de presos de l'hospital de L'Aquila, on havia estat traslladat des de la presó a causa de l'agreujament del càncer de còlon que patia. Tal com havia indicat en el seu testament vital, en agreujar-se la seva situació i trobar-se en coma irreversible, se li van retirar els tractaments i l'alimentació.